# Каньона на река Негованка
Каньона на река Негованка е природна забележителност в България. Намира се в землищата на селата Емен и Михалци, област Велико Търново.
Природната забележителност е с площ 25,5 ha. Обявена е на 25 ноември 1980 г. с цел опазване на пещера и пролома на река Негованка. В нея се намира природната забележителност „Водопад Момин скок“.
В природната забележителност се забраняват:
- всякакви действия, като нараняване на стъблата, кастрене, чупене на клоните и други, които биха довели до повреждане на дърветата;
- преминаването и паркирането на моторни превозни средства;
- пашата на домашни животни;
- всякакво строителство, освен в случаите, когато такова е предвидено в устройствения проект на природната забележителност;
- извеждането на сечи.[1]